# Лейф Вікстрем
Лейф Вікстрем (швед. Leif Wikström, 18 серпня 1918 — 27 січня 1991) — шведський яхтсмен.
Олімпійський чемпіон 1956 року в класі Дракон.